# Vratarnica
Vratarnica (cyr. Вратарница) – wieś w Serbii, w okręgu zajeczarskim, w mieście Zaječar. W 2011 roku liczyła 457 mieszkańców.